# Институт за плућне болести Војводине
Институт за плућне болести Војводине је здравствена, наставна и научно-истраживачка установа са седиштем у Сремској Каменици. Основан је 1960. године, а основне делатности установе су дијагностика, лечење и рехабилитација плућних болесника на секундарном и терцијарном нивоу здравствене заштите.
Објекат у којем је смештен институт је изграђен 1960. године, а 1984. је генерално реновиран. Зграда је окружена парком, који се налази под заштитом државе.

## Делатности
Лечење пацијената се обавља у оквиру следећих клиника:
- поликлиника за плућне болести,
- клиника за општу пулмологију,
- клиника за туберкулозу и грануломатозне болести,
- клиника за ургентну пулмологију,
- клиника за пулмолошку онкологију и
- клиника за грудну хирургију.

У дијагностичке центре се убрајају:
- центар за клиничку биохемију,
- центар за микробиологију, вирусологију и имунологију,
- центар за радиологију,
- центар за патологију,
- центар за бронхолошку дијагностику,
- центар за патофизиологију дисања,
- центар за патофизиологију сна и
- центар за инвазивну хемодинамику.

Терапија и рехабилитација болесника се спроводе у центру за респираторну рехабилитацију, а епидемиологија плућних болести и израда статистика у оквиру центра за епидемиологију и медицинску статистику.

### Остало
Институт за плућне болести Војводине представља наставну базу Медицинског факултета у Новом Саду. На њему се обавља настава на српском и енглеском језику за студенте медицине, стоматологије и здравствене неге, као и постдипломска настава из области интерне медицине, хирургије, патологије, радиологије, ургентне медицине и биохемије.
Постоји константна стручна сарадња са сличним установама у Србији и иностранству (Есену, Модени, Питсбургу и Чикагу) и медицинским факултетима у Сегедину и Будимпешти. Институт објављује часопис под називом „Пнеумон“ који се бави темама из сфере плућних болести и грудне хирургије.

## Историјат
Изградња Института за туберкулозу је започета 13. априла 1957. године на основу одлуке Народне скупштине АП Војводине. Исте године је за директора те установе постављен др Стеван Голдман. Издградња је завршена три године касније и институт званично почиње са радом 6. јуна 1960. Прва операција на одељењу за грудну хирургију је извршена 22. фебруара 1961. године, а главни хирург је био примаријус др Марко Поповић. Године 1965, за начелника одељења грудне хирургије долази др Иван Фајгељ са Војномедицинска академије.
Првих петнаестак година институт се бавио искључиво дијагностиком, лечењем и рехабилитацијом пацијената са туберкулозом. Временом се списак делатности проширује и 1972. године установа мења назив у Институт за плућне болести и туберкулозу.
Током 1977. године, по један део зграде се додељује Институту за кардиоваскуларне болести и Институту за онкологију. У то време се отвара и Медицински факултет у Новом Саду, па поред здравствене делатности установа почиње да обавља и образовну и научно-истраживачку.